# Girls Beat!!
Girls Beat!!（ガールズビート）は、日本の女性アイドルグループ。2014年（平成26年）に結成されて、同年より活動を開始した。元モーニング娘。のメンバーである加護亜依が、活動休止後の芸能活動復帰、アイドル活動再開のために自ら立ち上げたプロジェクトとして、話題を呼んだ。しかし、加護は結成2年後の2016年（平成28年）に脱退し、残るメンバーも脱退・卒業したことで、2018年（平成30年）に解散した。所属事務所は株式会社ピークハントプロダクション（旧会社名は株式会社威風飄々）。

## 経歴

### デビューまで
加護亜依は2013年（平成25年）8月に、新事務所である威風飄々からの芸能界復帰を発表し、同年10月に新たなアイドルグループの結成を発表した。オーディション用のウェブサイト「みんなでつくる! ガールズユニットプロジェクト」を立ち上げ、一般女性を対象にメンバー募集を開始した。
加護はそれまで、ジャズ歌手や女優として活動していたが、アイドルとして活動を再開した理由について、「SNS上で『また歌わないの?』『加護ちゃんが躍るステージを見たい』との声があった」「モーニング娘。時代のファンたちが、アイドルとしての自分を望んでいた」「後輩アイドルが自分をアイドルとして慕っていた」「自分にとって最も居心地が良いのはステージで歌って踊ること」としていた。また、同時期にK-POPアイドルが日本で流行していたことから、自国でなくても音楽性が通用している姿に衝撃と悔しさを感じたことも、理由の一つに挙げていた。当時は結婚して出産していた身でアイドルとして活動することについては、かつて憧れていた松田聖子が、結婚後も憧れていたアイドルの姿のままと感じて感動したことで、アイドル再開を決意した理由の一つとしていた。
プロジェクトの趣旨は、楽曲、歌詞、衣装、振付、ライブ選曲、演出など、すべてのアイディアを一般公募し、投票形式で決定することがこのプロジェクトの趣旨であり、「全国民がプロデューサー」と銘打たれていた。これについて加護は、ファンの後押しでアイドル活動を再開したことから、「皆で作っていくユニットにしたい」との考えと語っていた。

### デビュー
翌2014年2月10日、第1回メンバーオーディションの結果として、喜多麗美がメンバーに合格し、準合格者の姫乃稜菜がレッスン生として参加が決定した。同2014年6月に加護自身のブログで、「Girls Beat!!」の活動開始、メンバーとして加護、喜多、姫乃の3人、デビュー曲の予定、グループのコンセプトが発表された。リーダーは加護自らが務めた。
加護は、喜多に対しては「昔の自分に似ている」、姫乃には逆に「自分とは全く違う」として、直感で2人を選んだとしていた。2人の歌やダンスの技量は高くないことは加護も認めていたが、「日本のアイドルは完璧ではない方が応援される」「成長の過程が見られることが嬉しい」としていた。喜多は「憧れの加護さんを超えたい」、姫乃は「人生をかけています」と意気込みを見せていた。
同2014年7月26日に、東京都浅草六区でデビューライブが開催された。加護がファンの前に姿を見せるのは2・3年ぶり、ユニットでは辻希美とのW以来9年ぶりのステージであった。ライブではデビュー曲「世界征服」に加え、当時の人気アニメソングや、加護がモーニング娘。時代に参加していたユニットであるミニモニ。の曲も披露した。また「一人一芸」をコンセプトとして、加護はタップダンス、喜多はバトントワリング、姫乃はヒューマンビートボックスと、各自の特技を盛り込んだパフォーマンスも披露した。その模様はニコニコ生放送でも独占中継された。
しかし3日後の7月29日には、加護はTwitterで「なんだか壁にぶち当たってるなう」と語っており、このライブでは期待していたような手ごたえは感じられず、不安を感じているともみられた。観客数は約300人と報じられたが、その内のファンは半分程度とも、加護のファンは数人程度で、他のメンバーのファンも1割程度ともいわれ、「主催者側が動員をかけていた」との意見もあった。モーニング娘。時代からのファンの1人からも「昔の曲調とは変わっていた」「彼女のライブに来るのも最後になると思う」との声も聞かれた。

### 活動停止 - 再開
シングル2枚発売後の同2014年10月、加護の当時の夫に逮捕状が出された影響によって、グループは活動停止を強いられた。プロジェクトではそれまで、グループ活動と並行して追加メンバー募集や新曲の歌詞の投票が行なわれていたが、それらも同2014年10月27日に延期が報じられており、やはり加護の夫の件を考慮したものと見られている。
翌2015年（平成27年）6月に、喜多が脱退した。8月には、加護が事務所との契約を終えてフリーランスとなったが、Girls Beat!!には本人の希望により脱退せずに、所属の立場のままであった。
同2015年9月に、10か月ぶりの活動再開が報じられた。しかし加護は、同月に予定されていたライブイベントには参加せずに、姫乃のみ活動可能な状態が続いた。
同2015年11月に、加護と姫乃との2人体制でのグループ再始動が発表されて、台湾でのイベント「IDOLidge Carnival in TAIPEI」で活動が再開された。12月には新メンバーとして百瀬ゆいが加入して、再び3人体制となった。

### 加護亜依の卒業
加護は翌2016年1月に、NAOMIが代表を務めるアルカンシェルに移籍した。2月には突然のグループ卒業を発表して、同2016年2月29日の東京都渋谷区でのライブを最後に、卒業した。
卒業発表時は、加護はその理由を「新たなステップを踏むため、前向きな卒業」として多くを語らなかった。しかしライブでは、「28歳でのアイドル活動は困難」などの本音を、冗談まじりに明かしていた。この加護の脱退は、音楽ニュースメディアである音楽ナタリーの「ニュース週間アクセスランキング トップ10」で、同2016年2月11日からの1週間で1位を記録し、シングル「まだ、やれる」のジャケット写真も多くのアクセスを集めた。
加護の卒業後に、加護を含む3人体制のままでのアルバムが発売された。

### 加護亜依の卒業後 - 解散
加護の卒業後、Girls Beat!!は新メンバーを募集しつつ、姫乃と百瀬の2人での活動となった。百瀬は2017年度ミスヤングチャンピオンのオーディションに参加し、活動の幅を広げるために  、初のグラビアモデルにも挑戦した。百瀬によれば、加護の卒業後は観客が激減した上に、姫乃と自身の年齢（共に当時25歳）もアイドルとして限界に近いことから、こうした活動に挑んだという。姫乃はブシロード主催によるキックボクシングイベント「KING OF KNOCK OUT」のラウンドガールなども務めていた。
同2017年（平成29年）8月、百瀬本人より「自身の進みたい道に進みたい」との意志を受けて、百瀬の脱退および事務所退社が発表された。9月18日の新大久保でのライブを最後に、百瀬がグループを卒業した。
最終的には姫乃1人のみでの活動となったが、その姫乃も「第二の人生を歩む」との理由で辞意を表明して、翌2018年（平成30年）6月30日に、新大久保でのライブをもって卒業した。メンバーが皆無となったことで、公式サイトでグループの解散が発表された。

## メンバー
- 加護 亜依（かご あい） - 1988年（昭和63年）2月7日[35]、奈良県生まれ[9]。元、モーニング娘。のメンバー[9]。

- 喜多 麗美[36]（きた れみ） - 1992年（平成4年）2月20日[3][37]、石川県生まれ[37]。元の所属はバクステ外神田一丁目[3]。

- 姫乃 稜菜（ひめの りょうな） - 1992年3月2日、北海道生まれ、神奈川県育ち[32]。

- 百瀬 ゆい（ももせ ゆい） - 1991年（平成3年）6月22日、福岡県生まれ[30]。特技は経歴15年、全国大会5連覇の実戦空手[30]。

## 作品

### シングル
| 枚  | 発売日        | タイトル     | 規格品番   |
| --- | ------------- | ------------ | ---------- |
| 1st | 2014年7月22日 | 世界征服     | IFHHCD-001 |
| 2nd | 2014年9月10日 | まだ、やれる | IFHHCD-002 |

### アルバム
| 枚  | 発売日        | タイトル  | 規格品番  |
| --- | ------------- | --------- | --------- |
| 1st | 2016年3月19日 | Get Ready | PHPCD-003 |